# Laevophiloscia scholastica
Laevophiloscia scholastica är en kräftdjursart som beskrevs av Albert Vandel1973. Laevophiloscia scholastica ingår i släktet Laevophiloscia och familjen Philosciidae. Inga underarter finns listade i Catalogue of Life.